# Roberto Monzón
Roberto Monzón González (ur. 30 marca 1978) – kubański zapaśnik w stylu klasycznym. Dwukrotny olimpijczyk. Srebrny medalista z Aten 2004, piąte miejsce w Pekinie 2008 w wadze do 60 kg.
Siedmiokrotny uczestnik Mistrzostw Świata, srebrny medalista z 2003 i brązowy z 2001 i 2002 roku. Złoty medalista Igrzysk Panamerykańskich w 2003, srebrny w 1999 roku. Sześć razy najlepszy na Mistrzostwach Panamerykańskich. Złoty medal na Igrzyskach Ameryki Środkowej i Karaibów w 1998, srebro w 2006. Pierwszy w Pucharze Świata w 2005; drugi w 2006. Trzeci na uniwersjadzie w 2005 roku.